# Кронау (Баден)
Кронау (нім. Kronau) — громада в Німеччині, знаходиться в землі Баден-Вюртемберг. Підпорядковується адміністративному округу Карлсруе. Входить до складу району Карлсруе.
Площа — 10,91 км2. Населення становить 5911 ос. (станом на 31 грудня 2020).